# Châtel-de-Neuvre
Châtel-de-Neuvre é uma comuna francesa na região administrativa de Auvérnia-Ródano-Alpes, no departamento Allier. Estende-se por uma área de 19,69 km². Em 2010 a comuna tinha 552 habitantes (densidade: 28 hab./km²).